# ARA Ciudad de Zárate (Q-61)
El multipropósito ARA Ciudad de Zárate (Q-61) (MPCZ) es un balizador costero de la clase Red botado originalmente como USCGC Red Cedar (WLM-688) para la Guardia Costera de Estados Unidos. Fue incorporado por la Armada Argentina el 30 de marzo de 1999 y se encuentra en servicio con la División Patrullado Fluvial.

## Historia
El USCGC Red Cedar (WLM-688) fue construido por el Coast Guard Yard a principios de la década de 1970. Era el penúltimo de una serie de las cinco unidades clase Red. Tiene capacidad de romper packs de hielo de hasta 60 cm de espesor, pudiendo abrir brechas navegables.
Fue incorporado por la Argentina el 30 de marzo de 1999. Incorporado por la Armada Argentina como «ARA Ciudad de Zárate (Q-61)», sirve en la Escuadrilla de Ríos, Área Naval Fluvial, con asiento en la Base Naval Zárate.
Desarrolla tareas de control y vigilancia de los espacios fluviales en jurisdicción del Área Naval Fluvial, incluyendo actividades de apoyo a la comunidad, salvamento y transporte de personal y lanchas de la Infantería de Marina. Participa en ejercicios conjuntos y combinados, realizando despliegues en diversos puntos del litoral fluvial argentino. Además, realiza el adiestramiento de cadetes, como los de la Escuela Nacional Fluvial.
Por otra parte, todos los años la unidad colabora en las campañas sanitarias para poblaciones aisladas en el río Paraná, habiendo realizado su última participación a mediados de 2013.